# Pennilabium angraecoides
Pennilabium angraecoides är en orkidéart som först beskrevs av Rudolf Schlechter, och fick sitt nu gällande namn av Johannes Jacobus Smith. Pennilabium angraecoides ingår i släktet Pennilabium och familjen orkidéer. Inga underarter finns listade i Catalogue of Life.